# Smer padanja
Pri optimizaciji je smer padanja funkcije oziroma padajoča smer v točki {\displaystyle \mathbf {x} \in \mathbb {R} ^{n}} vektor {\displaystyle \mathbf {p} \in \mathbb {R} ^{n}}, za katerega velja, da vrednost namenske funkcije {\displaystyle f:\mathbb {R} ^{n}\to \mathbb {R} } v tej smeri »lokalno pada«.
Bolj natančno to pomeni, da lahko najdemo takšen skalar {\displaystyle \epsilon >0}, da velja
{\displaystyle \alpha >0\land \alpha <\epsilon \Rightarrow f(\mathbf {x} +\alpha \mathbf {p} )<f(\mathbf {x} )}, je
Če gradient funkcije ni enak nič ({\displaystyle \nabla f(\mathbf {x} \neq 0)}), je {\displaystyle \mathbf {p} } smer padanja funkcije f natanko takrat, ko je
{\displaystyle \langle \mathbf {p} _{k},\nabla f(\mathbf {x} _{k})\rangle <0},
kjer {\displaystyle \langle ,\rangle } označuje skalarni produkt.
Pri optimizacijskih algoritmih je iskanje padajočih smeri  namenske funkcije pomembno, ker lahko funkcijo v takšni smeri zagotovo zmanjšamo, če uporabimo dovolj majhen korak. Negativen neničelen gradient funkcije je vedno padajoča smer, saj velja
{\displaystyle \langle -\nabla f(\mathbf {x} _{k}),\nabla f(\mathbf {x} _{k})\rangle =-\langle \nabla f(\mathbf {x} _{k}),\nabla f(\mathbf {x} _{k})\rangle <0}.
To dejstvo uporabimo pri metodi najstrmejšega padca, kjer funkcijo zaporedoma minimiziramo v smeri negativnega gradienta. Obstajajo še druge metode za izračun smeri padanja, na primer metoda konjugiranih gradientov. Ta metoda se uporablja pogosteje od metode najstrmejšega padca, ki v resnici ni učinkovita, kar se intuitivno zdi v nasprotju z dejstvom, da funkcija v smeri negativnega gradienta najhitreje pada.